# Leonardo Pazzagli
Leonardo Pazzagli (Lecco, 5 febbraio 1992) è un attore italiano.

## Biografia
Inizia a 18 anni come comparsa nella serie televisiva Ho sposato uno sbirro 2 e Che Dio ci aiuti dopo aver frequentato, fino al 2009, il corso di recitazione "Teatro 2" di Mila Moretti e la scuola di recitazione "Teatro Riflesso" a Colle di Val d'Elsa, città dove è cresciuto, e aver interpretato diversi ruoli in alcune opere teatrali (2008-2015). Successivamente prosegue gli studi a Londra.

## Filmografia

### Cinema
- Un bacio, regia di Ivan Cotroneo (2016)
- Non c'è campo, regia di Federico Moccia (2017)
- Nessuno come noi, regia di Volfango De Biasi (2018)
- La freccia del tempo, regia di Carlo Sarti (2019)

### Televisione
- Che Dio ci aiuti – serie TV, episodio 1x14 (2011)
- Una grande famiglia – serie TV, cameo nella terza stagione, regia di Riccardo Donna (2015)
- Il nome della rosa, regia di Giacomo Battiato – miniserie TV, 3 puntate (2019)
- Pezzi unici – serie TV, 12 episodi (2019)
- Fedeltà – serie TV, 6 episodi (2022)
- Più forti del destino – serie TV, episodio 1x01 (2022)
- Un passo dal cielo – serie TV, settima stagione, regia di Enrico Ianniello (2023)
- Odio il Natale – serie TV, episodio 2x02 (2023)
- Hotel Portofino – serie TV, 5 episodi (2024)